# Дикембе Мутомбо
Дикембе Мутомбо Мполондо Мукамба Жан-Жак Вамутомбо (Леополдвил, 25. јун 1966 — Атланта, 30. септембар 2024), обично називан Дикембе Мутомбо, био је конгоанско-амерички кошаркаш. Играо је на позицији центра, а у НБА је наступао 18 сезона. Ван кошарке постао је познат по својим хуманитарним активностима.

## Успеси

### Појединачни
- НБА Ол-стар меч (8): 1992, 1995, 1996, 1997, 1998, 2000, 2001, 2002.
- Идеални тим НБА — друга постава (1): 2000/01.
- Идеални тим НБА — трећа постава (2): 1997/98, 2001/02.
- Одбрамбени играч године НБА (4): 1994/95, 1996/97, 1997/98, 2000/01.
- Идеални одбрамбени тим НБА — прва постава (3): 1996/97, 1997/98, 2000/01.
- Идеални одбрамбени тим НБА — друга постава (3): 1994/95, 1998/99, 2001/02.
- Идеални тим новајлија НБА — прва постава: 1991/92.